# انقلاب فرهنگی چین

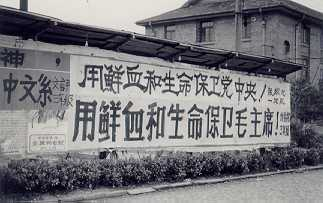
تبلیغات سیاسی گاردهای سرخ بر دیوار دانشگاه فودان در شهر شانگهای.

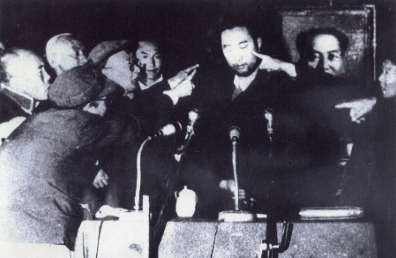
جلسه تنبیه و تحقیر در ملأعامِ پانچن‌لاما، دومین مقام عالی‌رتبه دینی در بودیسم تبتی توسط گاردهای سرخ.

انقلاب فرهنگی (به چینی: 文化大革命)، مجموعه‌ای از دگرگونی‌های اجتماعی و تغییرات سیاسی در جمهوری خلق چین بود که در مِه ۱۹۶۶ به دستور مائو تسه‌تونگ و توسط جیانگ چینگ و برخی از نزدیک‌ترین دستیاران مائو از جمله لین بیائو، چن بودا، کانگ شنگ، ونگ دونژینگ و چو ان‌لای سازماندهی شد. مائو هدف از آغاز کارزار انقلاب فرهنگی را مبارزه با «ضد انقلاب»، مبارزه با «چهار عامل کهنه» در فرهنگ چین و مبارزه طبقاتی با بورژوازی اعلام کرده بود، اما در عمل انقلاب فرهنگی به تصفیه حزب کمونیست چین از تمامی رقبای سیاسی‌اش انجامید. در قلع و قمع انقلاب فرهنگی که تا سال ۱۹۷۶ رسماً ادامه داشت، دانشگاه‌ها تعطیل شدند و تا حدود ۲۰ میلیون چینی کشته‌شدند و بسیاری از آثار فرهنگی ارزشمند در چین و تبت به بهانهٔ مبارزه با مظاهر سنتی و فرهنگی سرمایه‌داری، تخریب شدند.
در برخی موارد برای کشتن مخالفان از اعمالی همچون بیرون آوردن اندام آنها از بدن و سپس خوردن آنها استفاده شده است.

## تاریخچه
مائو در سال ۱۹۶۶ انقلاب فرهنگی چین را که بزرگ‌ترین و اساسی‌ترین کشمکش قدرت در حزب کمونیست چین بود، به رهبری همسرش جیانگ چین برپا کرد و ارتشی به نام گاردهای سرخ را برای حمایت از مائو از دانشجویان و دانش‌آموزان بر پا کرد. چهره‌های میانه‌روی حزب اخراج شدند. در سال ۱۹۶۸ مائو نام مرد برتر چین را از آن خود کرد. گاردهای سرخ در سال ۱۹۶۹ به دست ارتش چین سرکوب شد. انقلاب فرهنگی چین اشتباهی استراتژیک محسوب می‌شود.
از سال ۱۹۵۶، حزب کمونیست چین به دلیل فقدان تجربه کافی در جریان رهبری اقتصادی و نوسازی چین اشتباهاتی مرتکب شد. در قحطی چهار سالهٔ ۱۹۵۸ تا ۱۹۶۱ طی به اصطلاح جهش بزرگ به جلو، ۳۸ میلیون نفر مردند. رژیم مائو در آن سال‌ها محصولات زراعی کشور را مصادره کرده و آنها را به اروپای شرقی که زیر کنترل کمونیست‌ها بود، در برابر دریافت جنگ‌افزار و حمایت سیاسی صادر می‌کرد. مواد غذایی و پول همچنین برای حمایت از نهضت‌های ضد استعماری و کمونیستی به آسیا، آفریقا و آمریکای لاتین ارسال می‌شد. کشتار توده‌وار در مقیاس «جهش بزرگ به جلو» چیزی بود که مائو خود را برای آن آماده کرده بود.
به تبع آن مبارزه قدرت (انقلاب فرهنگی چین) در سال‌های ۱۹۶۶ تا ۱۹۷۶ در حزب کمونیست چین شروع شد. از روز ۱۶٫۵٫۱۹۶۶ چهره‌های میانه‌روی حزب اخراج شدند.
انقلاب فرهنگی در واقع برای تصفیهٔ دیگر مسئولین حزب کمونیست طراحی شده بود تا حزب مرعوب شده و رهبری مائو تضمین شود. در واقع مائو آن رویداد را به عنوان یک «تصفیهٔ بزرگ» به‌شمار آورد. اهداف اصلی او، آن رهبران حزبی بودند که فکر می‌کردند تلاش‌های مائو در اشتراکی کردن و صنعتی کردن در جهش بزرگ به جلو یک فاجعه بوده‌است.
مهم‌تر از همه در میان آنها لیو شائوچی بود که مدت‌ها چه در حزب و چه در ارتش جانشین فرمانده بود. اما وی دچار چندین اشتباه بزرگ شد، از جمله اعتراف به سیاست‌مداران شوروی در این باره که ۳۰ میلیون چینی طی ۱۹۵۸–۱۹۶۱ در اثر کمبود مواد غذایی مرده‌اند. لیو همچنین به‌طور علنی از قربانیان قحطی عذر خواهی نموده و با موفقیت بر کاهش مصادرهٔ محصولات زراعی و سایر مواد غذایی پافشاری کرد.
مائو در می۱۹۶۶ انقلاب فرهنگی را به راه انداخت و لیو شائوچی را در نشست کمیتهٔ مرکزی در آگوست همان سال عزل نمود. انقلاب فرهنگی توسط محفلی مرکزی متشکل از پنج مرد و یک زن (همسر مائو) سازماندهی شد که خود مائو نیز در راس آن بود و طی آن مائو به یک کیش ملی تبدیل گردید.
گاردهای سرخ، نیروهای بسیج شبه نظامی بودند متشکل از دانش آموزان و دانشجویان تندرو که در سال ۱۸٫۸٫۱۹۶۶ با حمایت مائو رسمیت یافتند. جیانگ چین همسر مائو و رهبر باند چهار نفره از این نیروها بهره برد و دستور داد در صورت لزوم، آنها جایگزین ارتش شوند.
مائو و همسرش جیانگ چین حزب کمونیست چین را از وجود هزاران تن از مقامات این حزب از جمله جانشین احتمالی او لیو شائوچی و دنگ شیائوپنگ کسی که بعداً بالاترین مقام رهبری را عهده‌دار شد پاکسازی کردند.
تصویر صورت مائو بر هر مقاله‌ای در روزنامهٔ People’s Daily نقش بست و نیمرخی از سر او آرمی را زینت داد که همه باید آن را به لباس خود می‌داشتند. از «آثار منتخب» مائو و چهره‌پردازی معروف او تعدادی به چاپ رسید که از جمعیت کشور چین هم بسیار بیشتر بود (۲/۱ میلیارد). نزدیک به ۸/۴ میلیارد آرم از سر مائو ساخته شد، یعنی به ازاء هر چینی شش عدد. هر چینی نسخه‌ای از «کتاب سرخ کوچک» که نقل قول‌هایی از مائو بود را در یافت کرد و آن کتاب می‌بایست در تمامی مراسم عمومی همراه آنها باشد و در دستان دراز شدهٔ آنها به سوی آسمان تاب بخورد: در اینجا دیگر به واقع مائوئیسم به دین اجباری حکومت تبدیل شده بود.
گاردهای سرخ با بی‌رحمی شروع به پاکسازی دگراندیشان کردند. هزاران بنای تاریخی با خاک یکسان و اقلیتهای قومی و مذهبی از جمله مسلمانان سرکوب شدند.
تعرض گاردهای سرخ تا اواسط سال ۱۹۶۸ ادامه داشت. درگیری داخلی گاردهای سرخ از یکسو و بیم کودتای ارتشی از سوی دیگر سبب شد تا مائو بعد از این که فرمانده ارتش، لین بیائو متهم به کودتا و کشته شد، پایان انقلاب فرهنگی را اعلام کند.
در آوریل ۱۹۷۳ دنگ شیائوپنگ، از قربانیان انقلاب فرهنگی، با موافقت چوئن لای به معاونت نخست‌وزیری انتخاب شد. باند چهار نفره به رهبری جیانگ چین همسر مائو از این تحولات راضی نبود، آنها رقیب اصلی خود را چوئن لای، نخست‌وزیر چین می‌دانستند.
با مرگ مائو در ماه سپتامبر ۱۹۷۶ باند چهار نفره تضعیف شد. آنها در ماه اکتبر ۱۹۷۶ دستگیر شدند و بدین ترتیب انقلاب فرهنگی خاتمه یافت. ثمره انقلاب فرهنگی، خشونت و کشتار و تخریب اقتصادی چین بود.
حزب کمونیست در سال ۱۹۸۱ رسماً از انقلاب فرهنگی تبری جست و به اشتباهات مائو اذعان کرد.